# Agardhiella zoltanorum
Agardhiella zoltanorum е вид охлюв от семейство Argnidae. Видът не е застрашен от изчезване.

## Разпространение
Разпространен е в Албания.